# Narodowe Muzeum Historyczne w Sofii

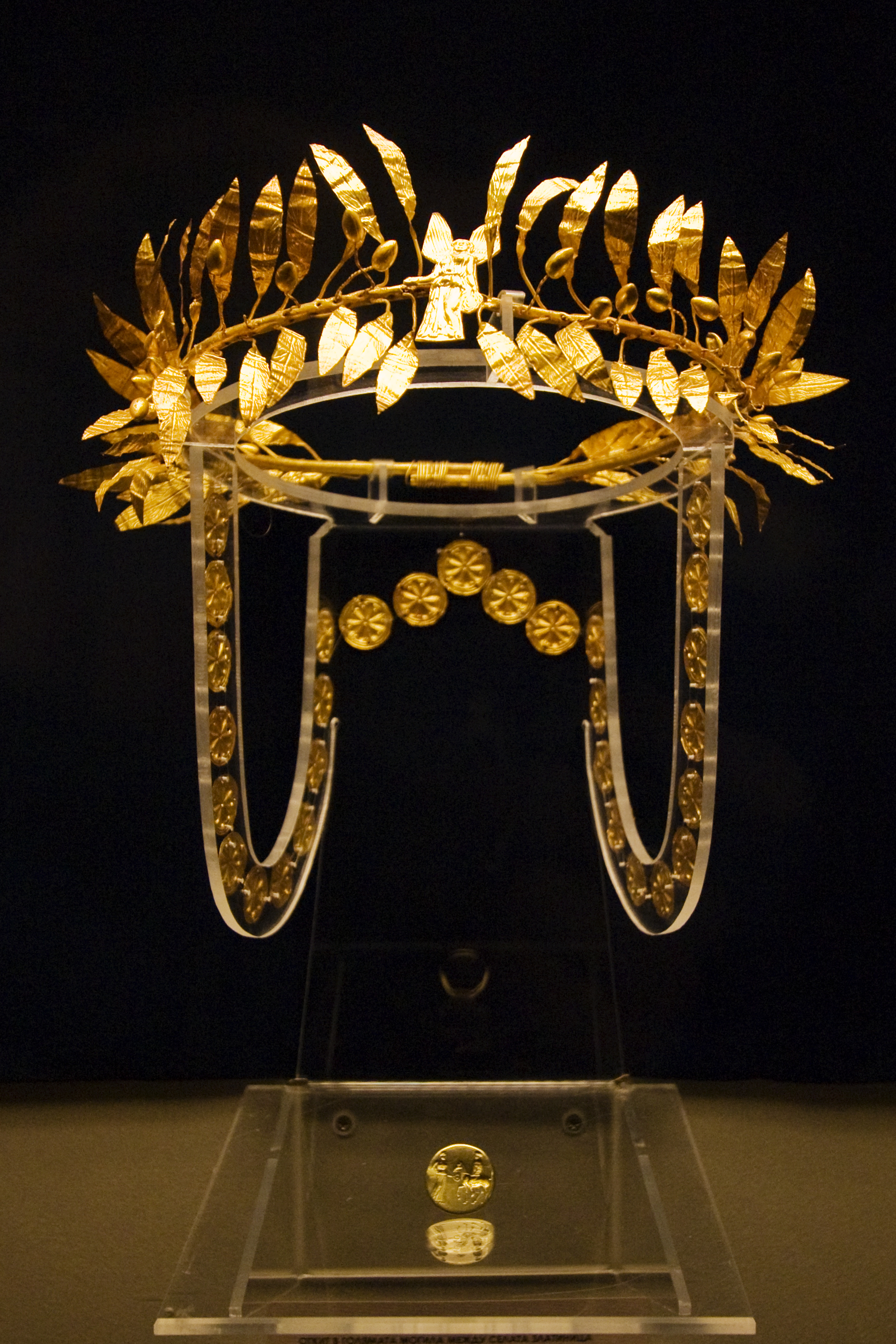
Wieniec arystokraty z Królestwa Odrysów, IV wiek p.n.e.

Narodowe Muzeum Historyczne (Национален исторически музей, Natsionalen istoricheski muzey) w Sofii – jest największym muzeum w Bułgarii. Zostało założone na podstawie dekretu rządowego dnia 5 maja 1973 roku. Nowa reprezentacyjna wystawa została otwarta w budynku Pałacu Sprawiedliwości 2 marca 1984 roku, aby uczcić 1300-lecie państwa bułgarskiego. W 2000 roku muzeum zostało przeniesione do jednego z głównych budynków kompleksu pełniącego rolę oficjalnej rezydencji Prezydenta, Wiceprezydenta oraz Rządu Republiki Bułgarii, i obecnie zawiera ponad 650 000 obiektów związanych z archeologią, sztuką, historią i etnografią, przy czym tylko 10% z nich jest na stałe wystawionych (np. skarb panagiurski).
W muzeum znajduje się szatnia, kawiarnia, biblioteka oraz sklep z pamiątkami. Placówka zajmuje się profesjonalną konserwacją i restauracją zabytków historycznych, badaniami autentyczności oraz wyceną ekspercką. Zgromadzone kolekcje obejmują materiały od czasów prehistorycznych po współczesność.
Muzeum prowadzi także, jako swój oddział, Muzeum Wyspy Livingstona - Chata Pod Kulawym Psem (bułg. Куцото куче). Oddział ten znajduje się na terenie bułgarskiej stacji arktycznej. 